# Alexandrowka (Nischni Reutez)
Alexandrowka (russisch Александровка) ist ein Weiler (chutor) in der Oblast Kursk in Russland. Er gehört zum Rajon Medwenka und zur Landgemeinde (selskoje posselenije) Nischnereuttschanski selsowjet.

## Geographie
Der Ort liegt gut 37 km Luftlinie südwestlich des Oblastverwaltungszentrums Kursk im südwestlichen Teil der Mittelrussischen Platte, 7 km südwestlich des Rajonverwaltungszentrums Medwenka, an der nördlichen Grenze vom Sitz des Dorfsowjet – Nischni Reutez, 57 km von der Grenze zwischen Russland und der Ukraine, am Fluss Reutez (Nebenfluss des Reut im Becken des Seim).

### Klima
Das Klima im Ort ist wie im Rest des Rajons kalt und gemäßigt. Es gibt während des Jahres eine erhebliche Niederschlagsmenge. Dfb lautet die Klassifikation des Klimas nach Köppen und Geiger.

## Bevölkerungsentwicklung
| Jahr | Einwohner |
| ---- | --------- |
| 2002 | 57        |
| 2010 | ▼49       |

Anmerkung: Volkszählungsdaten

## Verkehr
Alexandrowka liegt 9,5 km von der Fernstraße föderaler Bedeutung M2 „Krim“ (ein Teil der Europastraße E105), 2 km von der Straße interkommunaler Bedeutung 38N-185 (M2 „Krim“ – Gachowo), an der Straße 38N-186 (38N-185 – Alexandrowka) und 28,5 km vor nächsten Ausweichstelle und Eisenbahnhaltestelle 454 km (Eisenbahnstrecke Lgow-Kijewskij – Kursk) entfernt.
Der Ort liegt 91 km vom internationalen Flughafen von Belgorod entfernt.